# Tafonomia Atualísta
A tafonomia atualísta ou Neotafonomia é um área da tafonomia que tem como objetivo compreender como se formaram os fósseis e os depósitos fossilíferos estudando o destino dos restos de organismos atuais. Estas tarefas realizam-se por meio de estudos experimentais (a partir de experimentos) e/ou comparativos (a partir de amostragens), que permitem a observação dos processos físicos, químicos e biológicos que afetam os restos biogênicos em diferentes ambientes sedimentares na atualidade.
Sua definição provém das palavras que a compõem: a Tafonomia (do grego « τάφος» taphos, enterro, e «νόμος» nomos, lei) é a parte da paleontologia que estuda os processos de fossilização e a formação dos depósitos de fósseis. Foi definida originalmente como a transferência dos restos dos organismos desde a biosfera à litosfera. O termo atualísta se refere ao que os pesquisadores estudam: os processos e padrões atuais para obter ideias de como poderiam ter ocorrido fenómenos similares no passado.

## Temas abordados pela tafonomia atualísta
A tafonomia atualísta aborda todos os aspectos da formação de fósseis e potencialmente todos os grupos de organismos que vivem ou viveram no planeta Terra. Por exemplo:
- Estudos de fidelidade tafonômica, que consistem na comparação da composição das comunidades atuais e os restos que delas se encontram.[4][5][6]
- Estudos das modificações dos restos durante a bioestratinomia.[4]
- Estudos das modificações dos restos durante a diagênesis (ou fossildiagênesis).[4]
- Outros

## Lista de referências
1. ↑  Kowalewski, M. y Labarbera, M. 2004. Actualistic taphonomy: death, decay, and disintegration. Palaios 19: 423-427.
2. ↑  Fernández López, S. R. (2000). Temas de Tafonomía. Departamento de Paleontología, Universidad Complutense de Madrid. 167 págs.
3. ↑  Efremov, J.A. 1940. Taphonomy a new branch of paleontology. Pan American Geologist 74: 81-93.
4. 1 2 3  Tietze, E. y Francesco, C.G.D.E. 2014. TAPHONOMIC DIFFERENCES IN MOLLUSCAN SHELL PRESERVATION IN FRESHWATER ENVIRONMENTS FROM THE SOUTHEASTERN PAMPAS , ARGENTINA. 501-511.
5. ↑  Erthal, F., Kotzian, C.B. y Simoes, M.G. 2011. Fidelity of Molluscan Assemblages From the Touro Passo Formation (Pleistocene-Holocene), Southern Brazil: Taphonomy As a Tool for Discovering Natural Baselines for Freshwater Communities. Palaios 26: 433-446.
6. ↑  Archuby, F.M., Adami, M., Martinelli, J.C., Gordillo, S. y Boretto, G.M. 2015. Regional-scale compositional and size fidelity of rocky intertidal communities from the Patagonian Atlantic coast. Palaios 30: 627-643.